# 亨利·德·布拉克頓
亨利·德·布拉克頓（英語：Henry de Bracton，1210年？月？日—1268年？月？日），英国神父、法学家，在英国国王亨利三世时编有《英格兰的法律与习俗》一书，受到了查士丁尼民法大全中法学阶梯部分的影响。但是同时，此书所描绘的司法程序以及对判例的重视依然显示了英格兰法律的独特性。他还提出了“犯罪意識”这一概念，并认为只有同时具有犯罪意图和犯罪行为才可以确定犯罪。